# 克勒肯維爾
克勒肯維爾（Clerkenwell）是英國倫敦的一個地區，在行政區劃上屬於伊斯林頓倫敦自治市。在1900年至1965年期間，克勒肯維爾曾經屬於芬斯伯里大都市自治鎮。克勒肯維爾是一個義大利人聚居區。